# Trikeraia
Trikeraia,  es un género de plantas herbáceas de la familia de las gramíneas o poáceas. Es originario de Pakistán al Tíbet.

## Especies
- Trikeraia hookeri
- Trikeraia oreophila
- Trikeraia pappiformis
- Trikeraia tianshanica